# Bagrat III av Imereti
Bagrat III av Imereti, död 1565, var en georgisk monark. Han var kung i kungariket Imereti mellan 1510 och 1565.